# José María Morera
José María Morera (Valencia; 1934-Ondara; 28 de agosto de 2017) fue un director teatral y gestor español.

## Biografía
Inició su trayectoria profesional en 1964, tras unos años como ayudante de realización en la compañía de Núria Espert. Bajo su dirección se estrenaron en España obras como Los físicos, de Friedrich Dürrenmatt, o El amante complaciente, de Graham Greene. Con Rosas rojas para mí y Los secuestrados de Altona, logró el Premio Nacional de Dirección Teatral en 1969 y 1973, respectivamente. También ganó el Premio de la Crítica de Barcelona en 1966 y el de la Crítica de Madrid en 1981 con la dirección de Casa de muñecas. Morera fue también el primer director español en estrenar en 1974 en el Liceo de Barcelona la ópera Vinatea, de Matilde Salvador. 
Más allá de su trayectoria profesional como director de actores, José María Morera dirigió el Centro Nacional de Iniciación del Niño y del Adolescente al Teatro, y la Mostra de Cinema Mediterrani. En 2012 cedió al Archivo Municipal de Denia su biblioteca especializada y su archivo personal y en 2015, la Generalidad Valenciana le concedió la Distinción al Mérito Cultural.